# 하프라이프 2
《하프라이프 2》(영어: Half-Life 2)는 밸브 코퍼레이션에서 개발한 사이언스 픽션의 1인칭 슈팅 게임이자 전작 하프라이프의 속편으로, 2004년 11월 16일에 발매되었다. 5년의 개발 기간 동안 게임의 소스 코드가 인터넷에 유출되는 사고도 있었으나 극찬의 리뷰를 받았으며 2004년 한 해 동안 35개의 "올해의 게임 상"을 획득했다. 플랫폼으로는 윈도우 PC용으로 개발되었으며, 2007년에는 플레이스테이션 3와 엑스박스 360용으로도 발매되었다. 이 게임은 개량된 하복 물리 엔진과 소스 엔진을 사용했다. 하프라이프 2는 컴퓨터 애니메이션, 내레이션, 그래픽, 인공지능에 혁신적인 변화를 일으켰다. 2006년 6월 8일 기준으로, 하프라이프 2는 전 세계에서 4백만 장 이상 팔렸다.

## 게임 플레이
《하프라이프 2》는 동유럽을 배경으로 한 가상의 도시 17번 지구에서 벌어지는 사건을 다루고 있으며 이론물리학자인 고든 프리맨이 주인공이다. 그는 싸우면서 블랙 메사 연구소의 동료들, 17번 지구의 반시민들과 보르티곤트 종족 같은 다양한 집단들과 동맹이 되기도 한다.

### 프롤로그
1998년 11월 19일에 발매된 전편 '하프라이프'에서는 블랙 메사 연구소에서 사고가 일어난다. 중요한 실험 도중 블랙 메사의 연구원들의 사고로 외계 종족 젠을 불러들이는 포털을 열어 대공명 현상을 일으키자 젠의 생물들은 포털에서 쏟아져나와 블랙 메사를 뒤덮었고 보이는 모든 것을 죽이기 시작했다. 플레이어는 블랙 메사의 연구원 중 한 명인 고든 프리맨의 역할을 하게 된다. 전편의 끝에서 G맨은 고든의 활약에 대해 깊은 인상을 받아서 그를 고용한다. 고든은 G맨에 의해 느린 시간 워프에 들어가게 된다. 블랙 메사 사건 20년후 G맨은 고든을 느린 시간 워프에서 17번 지구로 나오게 한다.

### 싱글플레이 메인 스토리 챕터
하프라이프 2의 챕터는 크레딧을 포함하여 총 15개로 구성되어 있으며, 게임 진행에 따라서 실시간으로 랜더링되어 마치 모든 챕터가 하나로 연결된 듯한 느낌을 불러 일으킨다.
1. 도착 지점 (Point Insertion) - 주인공(고든 프리맨)이 17번 지구에 도착. 바니의 도움으로 연구실로 향함.
2. 공휴일 (A Red Letter Day) - 클라이너 박사의 연구실. 보호복을 획득하고 텔레포트에 실패하여 직접 이동하게 됨.
3. 운하 (Route Kanal) - 도시 운하 내부를 지나 일라이의 연구실로 향함.
4. 물 조심 (Water Hazard) - 수상보트를 타고 운하를 통과하여 일라이의 연구실로 감.
5. 블랙메사 동부 (Black Mesa East) - 일라이의 연구실에 도착하고 중력총을 얻지만 콤바인의 공격으로 인해 레이븐홈으로 대피. 일라이가 노바 프로스펙트로 납치됨.
6. 레이븐 홈으로는 가지 않아... (We Don't Go To Ravenholm...) - 레이븐홈에서 그레고리 신부의 도움으로 광산으로 대피. 그 후 지상으로 나와 반시민들과 합류.
7. 17번 고속도로 (Highway 17) - 개미귀신들의 습격을 피하기 위해 반시민군에게 받은 타우캐논이 장착된 지프를 타고 노바 프로스펙트로 향함.
8. 모래함정 (Sandtraps) - 타고왔던 지프를 반시민에게 맡기고 걸어서 가게됨. 페로포드를 획득
9. 노바 프로스펙트 (Nova Prospekt) - 페로포드를 이용해 개미귀신과 함께 노바 프로스펙트로 침입.
10. 연루 (Entanglement) - 알릭스와 함께 일라이를 구출하기에 성공. 그러나 주디스의 소행으로 인해 그녀와 일라이는 행방불명이며 일행은 느린 시간 포털을 타고 클라이너의 연구실로 돌아감.
11. 반시민 1 (Anticitizen One) - 파괴된 17번 지구에서 반시민과 함께 콤바인에 대항함.
12. 프리맨을 따라요! (Follow Freeman!) - 넥서스를 파괴하고 스트라이더들을 파괴한 뒤 견의 도움으로 시타델(요새)로 감.
13. 우리의 은인들 (Our Benefactors) - 슈퍼 중력건 을 얻은 후 포드(Pod)를 이용해 시타델 내부로 잠입.
14. 암흑 에너지 (Dark Energy) - 브린의 탈출을 막음. G맨의 등장.
15. 크레딧 (Credit) - 제작진 소개

## 등장인물

### 주요 등장인물과 엑스트라
- 고든 프리맨(Gordon Freeman) - 이 게임의 주인공이며 MIT에서 박사 학위를 취득한 이론물리학자이다. 하프라이프 전편에서는 블랙 메사 연구소에서 탈출하고 G맨에 의해 대기 상태에 들어간 후 하프라이프 2에서 다시 G맨에 의해 대기 상태에서 깨어난다. 이론물리학자이지만 그가 보여주는 전투능력은 타의 추종을 불허한다. 그래서 하프라이프 전편에서는 하프라이프: 어포징 포스의 주인공인 에이드리언 셰퍼드가 소속된 위험 환경 전투 부대의 주요 표적이 되곤 했다. 성격은 과묵한 성격으로 설정되어서 게임 도중 말하는 장면은 없다.

- G맨(G-Man) - (한국어 더빙 장호비) - 하프라이프 전편에서부터 등장했던 의문의 남자다. 하프라이프 2: 에피소드 2 기준으로 아직 그의 정체는 뚜렷하게 나온 적은 없다. 다른 성간의 협력적인 반군(인간의 형태를 갖춘)이라는 설이 있다.[3]

- 월리스 브린 - (한국어 더빙 강구한) - 전작 하프라이프의 블랙메사의 관리원장, 행정관인 그는 콤바인의 대공명 현상을 도와주는 조건으로 지구에 콤바인 대리자로 있게 되었다. 17번 지구에 자신의 기지를 세우고 전 지구에 있는 사람들을 세뇌시키는 방송을 하고 있다.

- 일라이 밴스 박사 - (한국어 더빙 권혁수) - 젠을 경유한 텔레포트 장치 등을 연구 및 개발하였다.

- 알릭스 밴스 - (한국어 더빙 엄현정) - 일라이 박사의 딸. 고든을 도와 의문의 실마리를 풀어주는 구체적인 역할을 한다

- 견 - 알릭스의 거대 애완 로봇. 아버지 일라이 박사가 만들어 알릭스에게 선물한 것으로 호신용의 개념이 크다. 거대한 몸집을 가지고 있으며 자동차처럼 무거운 것도 가볍게 들어서 던져 버린다. 게임 후반부에 반시민군을 돕고 통로를 만드는 중요한 역할을 한다.

- 바니 칼훈 - (한국어 더빙 최한) - 하프라이프: 블루 쉬프트의 주인공과는 전혀 다른 사람이며 블랙메사의 경비원이였다. 고든의 친구(이미 고든과는 서로 알고 있었다는 설정으로 2편에 나온다). 콤바인 기동대로 위장 잠입해서 고든을 도와주고 반시민군의 지휘관 역할을 한다. 나중에 고든과 합류해서 많은 도움을 준다.

- 아이작 클라이너 박사 - (한국어 더빙 김민성) - 일라이 밴스 박사의 동료로 고든 프리맨, 일라이 밴스와 함께 블랙메사에서 일했다.

- 주디스 모스맨 박사 - (한국어 더빙 정남) - 일라이 박사의 조수. 콤바인의 첩자로 반시민군을 배신하지만, 나중에 일라이 박사를 구출한다.

- 그레고리 신부 - (한국어 더빙 노민) - 레이븐홈 챕터에서 등장하는 인물. 윈체스터 장총을 들고 다니면서 헤드크랩과 좀비를 제거하며 프리맨을 17번 고속도로로 가는 길로 인도한다.

- 라마르 - 아이작 클라이너 박사의 애완 동물로 헤드크랩의 일종. 머리에 부착해 사람을 일격에 좀비로 만들어 버리는 헤드크랩은 본편에서는 적으로 등장하지만, 라마르의 경우는 이빨과 부리가 수술로 제거되었기 때문에 살상 능력이 없으며 얌전한 편이다.

- 보르티곤트 - (한국어 더빙 시영준, 이원찬) - 외계인 종족이지만 반시민군을 돕는다. 체력이나 배터리를 회복시키는 능력을 가지고 있어 스토리 내에서 고든을 회복시키고 페로포드를 구할 수 있게 도와준다. 동족 간에는 진동으로 대화하지만 인간과는 말로써 대화한다. 1편에서는 콤바인에게 세뇌되어 적으로 출현했었다.

- 오데사 커비지 대령 - (한국어 더빙 노민) - 17번 고속도로 반시민군 기지의 지휘관이다. 17번 고속도로 챕터를 진행할 때 고든에게 RPG를 건네준다.

## 개발

소스 엔진의 렌더링과 그림자 효과를 보여주는 17번 지구

《하프 라이프 2》는 밸브 코퍼레이션에서 게임의 영상, 오디오 및 인공 지능 관련 요소를 처리하는 새로운 게임 엔진인 소스 엔진을 기반으로 개발했다. 소스 엔진은 싱글 플레이와 온라인 환경에서 상호 작용이 가능하도록 최적화되어 있으며 하복 엔진이 포함되어 있다.

### 유출 사건
2004년 6월, 밸브 코퍼레이션은 소스 코드의 유출에 관여 한 혐의로 여러 명을 FBI에 의해 체포했다고 발표한다.

### 발매
대한민국에는 게임완구업체인 손오공에서 한국어로 번역, 녹음된 상태로 발매한다. 함께 출시되는 하프라이프 2 컬렉터스 에디션에는 하프라이프 2 DVD롬, 멀티플레이게임 카운터 스트라이크: 소스, 전편 하프라이프: 소스와 함께 한정 생산된 티셔츠, 공략집이 포함되어 발매된다.

## 사운드 트랙
이 게임의 사운드 트랙은 하프라이프 2를 구매하였다면 다운로드 가능 콘텐츠(DLC) 형태로 다운로드 받을 수 있다.
| #   | 제목                           | 재생 시간 |
| --- | ------------------------------ | --------- |
| 1.  | Hazardous Environments         | 1:25      |
| 2.  | CP Violation                   | 1:45      |
| 3.  | The Innsbruck Experiment       | 1:08      |
| 4.  | Brane Scan                     | 1:41      |
| 5.  | Dark Energy                    | 1:33      |
| 6.  | Requiem for Ravenholm          | 0:33      |
| 7.  | Pulse Phase                    | 1:10      |
| 8.  | Ravenholm Reprise              | 0:53      |
| 9.  | Probably Not A Problem         | 1:26      |
| 10. | Calabi-Yau Model               | 1:46      |
| 11. | Slow Light                     | 0:45      |
| 12. | Apprehension and Evasion       | 2:18      |
| 13. | Hunter Down                    | 0:15      |
| 14. | Our Resurrected Teleport       | 1:12      |
| 15. | Miscount Detected              | 0:48      |
| 16. | Headhumper                     | 0:08      |
| 17. | Triage at Dawn                 | 0:45      |
| 18. | Combine Harvester              | 1:25      |
| 19. | Lab Practicum                  | 2:55      |
| 20. | Nova Prospekt                  | 1:58      |
| 21. | Broken Symmetry                | 1:03      |
| 22. | LG Orbifold                    | 2:52      |
| 23. | Kaon                           | 1:11      |
| 24. | You're Not Supposed to Be Here | 2:41      |
| 25. | Suppression Field              | 0:56      |
| 26. | Hard Fought                    | 1:15      |
| 27. | Particle Ghost                 | 1:40      |
| 28. | Shadows Fore and Aft           | 1:27      |
| 29. | Neutrino Trap                  | 1:35      |
| 30. | Zero Point Energy Field        | 1:42      |
| 31. | Echoes of a Resonance Cascade  | 1:38      |
| 32. | Black Mesa Inbound             | 2:14      |
| 33. | Xen Relay                      | 0:40      |
| 34. | Tracking Device                | 1:03      |
| 35. | Singularity                    | 1:19      |
| 36. | Dirac Shore                    | 1:27      |
| 37. | Escape Array                   | 1:27      |
| 38. | Negative Pressure              | 1:58      |
| 39. | Tau-9                          | 2:06      |
| 40. | Something Secret Steers Us     | 2:03      |
| 41. | Triple Entanglement            | 1:33      |
| 42. | Biozeminade Fragment           | 0:32      |
| 43. | Lambda Core                    | 1:45      |

## 평가
| 평가 |                           |
| --- | ------------------------- |
| 통합 점수 통합사 점수 메타크리틱 96/100 (PC) [ 8 ] 90/100 (Xbox) [ 9 ] 평론 점수 평론사 점수 올게임 [ 10 ] 에지 10/10 (PC) [ 11 ] 유로게이머 10/10 (PC) [ 12 ] 9/10 (Xbox) [ 13 ] 게임프로 (PC) [ 14 ] 게임스팟 9.2/10 (PC) [ 15 ] 게임스파이 [ 16 ] 게임스레이더+ [ 17 ] IGN 9.7/10 (PC) [ 18 ] 맥시멈 PC 11/10 [ 19 ] PC 게이머 (US) 98% [ 20 ] VideoGamer.com 10/10 [ 21 ] The Cincinnati Enquirer [ 22 ] The New York Times Positive [ 23 ] |                           |
| 통합 점수 |                           |
| 통합사 | 점수                      |
| 메타크리틱 | 96/100 (PC) 90/100 (Xbox) |
| 평론 점수 |                           |
| 평론사 | 점수                      |
| 올게임 | [ 10 ]                    |
| 에지 | 10/10 (PC)                |
| 유로게이머 | 10/10 (PC) 9/10 (Xbox)    |
| 게임프로 | (PC)                      |
| 게임스팟 | 9.2/10 (PC)               |
| 게임스파이 | [ 16 ]                    |
| 게임스레이더+ | [ 17 ]                    |
| IGN | 9.7/10 (PC)               |
| 맥시멈 PC | 11/10                     |
| PC 게이머 (US) | 98%                       |
| VideoGamer.com | 10/10                     |
| The Cincinnati Enquirer | [ 22 ]                    |
| The New York Times | Positive                  |